# Dance World Cup
Der Dance World Cup ist der größte und bekannteste internationale Tanzwettbewerb für Kinder, Jugendliche und junge Erwachsene bis 25 Jahre und gilt als die Weltmeisterschaft im tänzerischen Bereich. Er findet jedes Jahr in einer anderen Stadt in einem anderen Land statt. Teilnahmeberechtigt sind Schüler privater Ballettschulen, Tanzschulen oder Vereine, die sich über einen offiziellen nationalen Tanzwettbewerb in ihrem jeweiligen Land qualifiziert haben. Derzeit gibt es in ca. 62 Ländern weltweit offizielle Qualifikationswettbewerbe. Am Dance World Cup selbst nehmen jährlich ca. 5000 Kinder und Jugendliche teil.
Für Teilnehmer aus Deutschland ist TAF Germany e.V. (The Actiondance Federation) der offizielle Qualifikationswettbewerb.  

Man kann sich in den Kategorien Hip-Hop, Contemporary, Commercial, Street Dance, Ballett, Song and Dance, Folklore, Nationaltanz und Lyrical qualifizieren.  
Die Endrunde des Jahres 2017 findet vom 23. Juni bis zum 1. Juli in der Oberrheinhalle in Offenburg statt.

## Stilrichtungen des Dance World Cups
1. Klassisches Ballett
2. Nationaltanz
3. Moderner und zeitgenössischer Tanz
4. Jazztanz und Showdance
5. Hip-Hop und Streetdance
6. Stepptanz
7. Gesang und Tanz

## Geschichte des Dance World Cups
1982 gründete Korinna Söhn aus München zusammen den "Ballettförderkreis München e.V.", der ab 1983 den deutschen Ballettwettbewerb veranstaltet. Der deutsche Ballettwettbewerb fand fortan in Abständen von ein, zwei oder drei Jahren jeweils in einem Theater im Großraum München statt. 2000 begann Korinna Söhn auch in Griechenland mit der Organisation eines entsprechenden Wettbewerbs, der 2001 und 2002 jeweils in Piräus als "Hellas Dance Festival" stattfand.
Als im Jahr 2003 Schulen aus neun Ländern und drei Kontinenten am deutschen Ballettwettbewerb teilnahmen, rief Korinna Söhn den "Dance World Cup" ins Leben, der 2004 zum ersten Mal im Veranstaltungsforum Fürstenfeld in Fürstenfeldbruck ausgetragen wurden.
In folgenden Ländern fand in den darauffolgenden Jahren der Dance World Cup statt:
| Jahr | Ort              | Land        |
| ---- | ---------------- | ----------- |
| 2004 | Fürstenfeldbruck | Deutschland |
| 2005 | Wrocław          | Polen       |
| 2006 | Faro             | Portugal    |
| 2007 | Yalta            | Ukraine     |
| 2008 | Vancouver        | Kanada      |
| 2009 | St. Helier       | Jersey      |
| 2010 | Olbia            | Sardinien   |
| 2011 | Disney-Paris     | Frankreich  |
| 2012 | Villach          | Österreich  |
| 2013 | Brighton         | England     |
| 2014 | Lagos            | Portugal    |
| 2015 | Bukarest         | Rumänien    |
| 2016 | St. Helier       | Jersey      |
| 2017 | Offenburg        | Deutschland |
Seit 2009 ist die "Dance World Cup Gesellschaft" mit Hauptsitz auf der Insel Jersey Veranstalter des Dance World Cups. Verwaltungsdirektor ist John Grimshaw, die künstlerische Leitung hat Korinna Söhn.